# Kirchspiel Billerbeck

Gemeindewappen

Kirchspiel Billerbeck war bis 1969 eine Gemeinde im Kreis Coesfeld in Nordrhein-Westfalen. Ihr Gebiet gehört heute zur Stadt Billerbeck im Kreis Coesfeld. Die Gemeinde war eine der im Münsterland mehrfach vorkommenden „Kirchspielgemeinden“, die das bäuerliche Umland eines städtischen Kirchorts umfassten.

## Geografie

Stadt und Kirchspiel Billerbeck mit den zugehörigen Bauerschaften im 19. Jahrhundert

Die Gemeinde Kirchspiel Billerbeck umschloss die Stadt Billerbeck und besaß zuletzt eine Fläche von 53 km². Sie bestand aus den Bauerschaften Alstätte, Bockelsdorf, Bombeck, Dörholt, Gantweg, Gerleve, Hamern, Lutum, Osthellen, Osthellermark und Westhellen. Im Südwesten des ehemaligen Gemeindegebiets liegt die bedeutende Benediktinerabtei Gerleve.

## Geschichte
Das Gebiet der Gemeinde gehörte nach der Napoleonischen Zeit zunächst zur Bürgermeisterei Billerbeck im 1816 gegründeten Kreis Coesfeld. Mit der Einführung der Westfälischen Landgemeindeordnung wurde 1845 aus der Bürgermeisterei Billerbeck das Amt Billerbeck, zu dem die Stadt Billerbeck sowie die Gemeinden Kirchspiel Billerbeck (seinerzeit auch  Landgemeinde Billerbeck genannt) und Beerlage gehörten. Durch das Gesetz zur Neugliederung von Gemeinden des Landkreises Coesfeld wurden Stadt und Kirchspiel Billerbeck sowie Beerlage am 1. Juli 1969 zur neuen Stadt Billerbeck zusammengeschlossen.

## Einwohnerentwicklung
| Jahr | Einwohner | Quelle |
| ---- | --------- | ------ |
| 1832 | 2468      | [ 3 ]  |
| 1858 | 2530      | [ 4 ]  |
| 1871 | 2422      | [ 5 ]  |
| 1885 | 2399      | [ 6 ]  |
| 1895 | 2495      | [ 7 ]  |
| 1910 | 2861      | [ 8 ]  |
| 1939 | 2256      | [ 9 ]  |
| 1946 | 3330      | [ 10 ] |
| 1950 | 3204      | [ 1 ]  |
| 1960 | 2337      | [ 1 ]  |
| 1969 | 2178      | [ 1 ]  |